# Блумінгтон (Техас)
Блумінгтон (англ. Bloomington) — переписна місцевість (CDP) в США, в окрузі Вікторія штату Техас. Населення — 2082 особи (2020).

## Географія
Блумінгтон розташований за координатами 28°39′2″ пн. ш. 96°54′8″ зх. д. / 28.65056° пн. ш. 96.90222° зх. д. (28.650419, -96.902195).  За даними Бюро перепису населення США в 2010 році переписна місцевість мала площу 6,86 км², уся площа — суходіл.

## Демографія
Згідно з переписом 2010 року, у переписній місцевості мешкало 2459 осіб у 792 домогосподарствах у складі 592 родин. Густота населення становила 358 осіб/км².  Було 974 помешкання (142/км²).
Расовий склад населення:
| - 74,9 % — білих - 5,7 % — чорних або афроамериканців - 0,7 % — корінних американців - 0,2 % — азіатів - 16,1 % — осіб інших рас |

До двох чи більше рас належало 2,4 %. Частка іспаномовних становила 74,4 % від усіх жителів.
За віковим діапазоном населення розподілялося таким чином: 33,7 % — особи молодші 18 років, 55,7 % — особи у віці 18—64 років, 10,6 % — особи у віці 65 років та старші. Медіана віку мешканця становила 30,7 року. На 100 осіб жіночої статі у переписній місцевості припадало 99,3 чоловіків;  на 100 жінок у віці від 18 років та старших — 100,5 чоловіків також старших 18 років.
Середній дохід на одне домашнє господарство  становив 43 134 долари США (медіана — 34 787), а середній дохід на одну сім'ю — 49 383 долари (медіана — 44 043). За межею бідності перебувало 20,6 % осіб, у тому числі 52,6 % дітей у віці до 18 років та 13,2 % осіб у віці 65 років та старших.
Цивільне працевлаштоване населення становило 696 осіб. Основні галузі зайнятості: роздрібна торгівля — 17,2 %, науковці, спеціалісти, менеджери — 15,9 %, сільське господарство, лісництво, риболовля — 14,4 %, виробництво — 13,5 %.